# Culicoides alachua
Culicoides alachua is een muggensoort uit de familie van de knutten (Ceratopogonidae). De wetenschappelijke naam van de soort is voor het eerst geldig gepubliceerd in 1963 door Jamnback and Wirth.